# Сан Доменико (Виченца)
Сан Доменико је насеље у Италији у округу Виченца, региону Венето.
Према процени из 2011. у насељу је живело 179 становника. Насеље се налази на надморској висини од 1036 м.